# オキナワモズク
オキナワモズク（沖縄水雲、沖縄海蘊、学名: Cladosiphon okamuranus）はシオミドロ目ナガマツモ科に属する褐藻の1種であり、「もずく、モズク」の名で食用とされる海藻の大部分は本種である。柔らかく細長い胞子体と微小な盤状の配偶体の間で異型世代交代を行い、食用とされるのは胞子体である。南西諸島に分布し、また大規模に養殖されている。
"もずく"、"本もずく"、"太もずく"とよばれることもある。ただし種としてのモズク（Nemacystus decipiens）は別属の褐藻であり、これも食用とされるが流通量はオキナワモズクにくらべてはるかに少ない。日本では、他に別属のイシモズクやフトモズクなども食用とされる。

## 特徴
大型で複相（染色体を2セットもつ）の胞子体と微小な単相（染色体を1セットもつ）の配偶体の間で異型世代交代を行う。
胞子体は柔らかく、細長い円柱状または管状であり、太さは1.5-3.5ミリメートル、高さはふつう20-35センチメートルだがときに1メートル以上になり、互生的に分枝する。基部は小さな盤状付着器で基物に付着している。藻体は基本的に茶褐色で粘液質に富むが、曇天が続くと暗褐色で粘液が減少し、晴天が続くと黄褐色で粘液が増加する。
藻体の中軸は髄層からなり、それを取り囲む同化糸が皮層を形成し、髄層と皮層の境界は明瞭。髄は偽柔組織であり、構成する細胞糸は直径16 - 96マイクロメートルで長さは直径の1-12倍。同化糸は基部で叉状に分枝し、長さ200-220マイクロメートル、10 - 20細胞からなり、下部の細胞は直径7 - 8マイクロメートルで長さは直径の2 - 4倍、上部の細胞は直径約12マイクロメートル、長さは幅の約2倍である。褐藻毛は直径約10マイクロメートル、基部に鞘がある。
胞子体が同化糸の先端に複子嚢（中性複子嚢）を形成し、遊走子（中性遊走子）を放出、これが再び胞子体へと発生する無性生殖を行うことがある。中性遊走子は2本鞭毛性で長さ10-12マイクロメートル、幅6-8マイクロメートル、弱い正の走光性を示す。
胞子体は同化糸の基部に楕円形から倒卵形（長さ60-90マイクロメートル、幅40 - 50マイクロメートル）の単子嚢を形成し、2本鞭毛性の遊走子を放出する。遊走子は長さ9-10マイクロメートル、幅5-8マイクロメートル、着生し、盤状多細胞の雄性または雌性の配偶体になる（直径は最大1.4ミリメートル）。配偶体は複子嚢を形成し、2本鞭毛性の配偶子を放出する。配偶子は長さ6-8マイクロメートル、幅4-6マイクロメートル、一方の配偶子（雌性配偶子）が1箇所に留まり、もう一方（雄性配偶子）がこれに接近、融合し、接合子は胞子体へと発生する。胞子体は、最初は配偶体に似た盤状体であるが、水温が下がると盤状体から直立した大きな体が成長する。また未接合の配偶子が単為発生し、再び配偶体へと発生する無性生殖を行うこともある。
オキナワモズクについては複数株でゲノム塩基配列が決定されており、およそ 130 Mbp（Mbp = 100万塩基対）で13,000遺伝子ほどがコードされている。

## 分布・生態
日本の南西諸島に分布し、北限は奄美大島、南限は西表島である。タイプ産地は沖縄県慶良間。
外海水の疎通がよい内湾やサンゴ礁に囲まれた礁池 （「イノー」とよばれる）内の低潮線下、水深0-8メートル（最大13メートル）に生育する。サンゴ礫、石、海草、貝殻、杭や鉄筋などに着生している。別種であるモズクはふつう大型の海藻であるホンダワラ類（褐藻綱）に着生しているが、オキナワモズクは他の海藻に着生しない（ただし南西諸島ではモズクも海藻には付着せず、死サンゴ上などに付着する）。
胞子体成長の適温は22.5-25.0℃であり、奄美地方では1-7月、沖縄本島地方では11-6月、宮古・八重山地方では10-5月ごろである。夏期の高水温期は、盤状の配偶体または微小な胞子体として越夏する。

## 人間との関わり

### 食用
オキナワモズクは南西諸島で古くから食用とされており、天然藻体を酢の物や天ぷら、味噌やピーナッツ和えとして食べてきた（下図）。琉球王朝の薬膳料理としても、オキナワモズクの酢の物や天ぷらが記録されている。
養殖技術が確立すると（下記参照）、オキナワモズクは産業規模で利用されるようになり、特にパック入りの酢モズクが全国に広く流通している。塩蔵または生のオキナワモズクを利用した料理として、かき揚げ（天ぷら）や雑煮、カルパッチョ、餃子、ヒラヤーチー、味噌汁などがある。また中国では乾燥地に生育する群体性藍藻である髪菜が縁起物の食材とされているが、この種は2000年以降採集禁止とされており、オキナワモズクがその代用食材とされることがあり、「海鮮髪菜」、「美海髪菜」ともよばれる。

### 成分
オキナワモズクは低カロリーであり、ミネラルや食物繊維に富む（右表）。
特に注目され、健康食品などにも利用される成分として、フコイダンとフコキサンチンがある。ただしこれらの成分はオキナワモズクに特有ではなく、他の褐藻にも含まれる。
フコイダンは細胞外被のぬめり成分に含まれ、フコースからなる主鎖に硫酸基、ウロン酸、ガラクトースなどの単糖が側鎖として結合した多糖類である。褐藻に広く見られるが、種によって側鎖などの構造が異なる。抗血栓作用、抗炎症作用、抗ウイルス作用、抗腫瘍作用、免疫調整作用などさまざまな生理活性作用が報告されており、健康食品や化粧品などに幅広く使用されている。ワカメやアラメ、アカモクなど他の褐藻にくらべて、オキナワモズクはフコイダン含量が多いことが報告されている。
褐藻などに含まれるカロテノイドの1つであるフコキサンチンは、抗酸化作用や抗肥満作用、抗腫瘍活性などの有用な生理活性が報告されている。ただし褐藻の中で、オキナワモズクのフコキサンチン含量は多くはない。

### 養殖
元来、オキナワモズクは天然の藻体が採取され、利用されていた。天然藻体収穫量は、1977-1983年の間に最大2,292トン/年であったが、下記のような養殖技術の確立とともに天然藻体の利用は漸減している。しかし、天然藻体は養殖藻体にくらべて粘液量が多く枝が太いなどの特徴があるため根強い需要があり、2012年現在でも100トン前後が水揚げされている（主に久米島、八重山）。
1972年頃から沖縄県、鹿児島県水産試験場においてオキナワモズクの養殖技術開発が進められ、1977年頃には生産が拡大し、1990年には生産量が10,000トンを超え、その後はおよそ10,000トンから20,000トンの間を推移している。2019年現在、日本のモズク類生産の90%以上は、沖縄県で養殖されるオキナワモズクが占めている（下表）。
| 年   | 全国（モズク類） | 沖縄県（オキナワモズク） | 沖縄県（モズク） |
| ---- | ---------------- | ------------------------ | ---------------- |
| 2017 | 19,392           | 17,392                   | 680              |
| 2018 | 22,036           | 20,313                   | 718              |
| 2019 | 16,470           | 15,228                   | 517              |
| 2020 | ?                | 22,357                   | 550              |
| 2021 | ?                | 18,541                   | 737              |

オキナワモズクの養殖の方法は、次第に改良されている。2012年現在では、まず養殖用の網に遊走子を付着させ、これを中間育成した後に本養殖する。養殖場に設置して遊走子を自然に着生させたビニールシート（天然採苗）や、室内培養したフリー盤状体（微小な胞子体）（人工採苗）を、水槽内で養殖網とともに10日から14日間通気培養することによって、網に遊走子を付着させる（種付け）。種付けした網は、5-10枚を重ねて中間育成漁場（「苗床」とよばれる）の海底に設置し、胞子体が長さ1-5センチメートルになるまで50-60日間育苗する。この中間育成をすることにより、胞子体の初期生長（「芽だし」とよばれる）が格段に向上する。中間育成した網は本張り漁場に移動し、海底から40-50センチメートルの深さに1枚ずつ張り、約60日間養殖する（本養殖）。天然採苗は8-11月、種付けは11-2月、中間育成は12-3月、本養殖は1月から5月であり、4月から6月に収穫される。
上記のように沖縄におけるオキナワモズク収穫の最盛期は4月から6月であり、その普及のため4月の第3日曜日を「もずくの日」としている。
長さ30センチメートル程度まで成長し、ある程度硬くなった状態（「熟」とよばれる）の藻体は、船上から吸引ポンプ用いて収穫される。漁港に水揚げされたものは検量され、加工場内で洗浄・選別される。その後容器に塩蔵、冷凍保存、二次加工メーカーへ出荷され、味付けモズクなどに加工される。塩蔵・冷凍せずに冷蔵して出荷される生モズクも一部流通しており、またフコイダンなどの成分抽出原料としても利用されている。
オキナワモズクが養殖されるようになると、沖縄県水産海洋技術センターは、収量が高いなどの優れた特徴をもつ株の探索を行った。その結果、収量が大きく食感が柔らかい有望株が選抜され、2015年に「イノーの恵み」の名で品種登録された（「イノー」はサンゴ礁に囲まれた礁池のことであり、しばしばオキナワモズクの養殖場所とされる）。この株は伊平屋から単離されたものであり、S-strain（試験場株）ともよばれる。